# Love at First Feel
Love at First Feel (с англ. — «Любовь с первого чувства») — песня и сингл с альбома Dirty Deeds Done Dirt Cheap австралийской хард-рок-группы AC/DC, выпущенный 10 января 1977 года на лейбле Albert Productions в формате 7-дюймовой пластинки со скоростью вращения 45 оборотов в минуту.

## О сингле
Это второй по счёту трек в международной версии их альбома Dirty Deeds Done Dirt Cheap, выпущенного в ноябре 1976 года. Он был написан Малькольмом Янгом, Ангусом Янгом и Боном Скоттом.
К осени 1976 года AC/DC уже перебрались на Британские острова, в разгаре шёл первый заграничный гастрольный тур — Lock Up Your Daughters. В начале сентября продюсерский дуэт, Гарри Ванда и Джордж Янг, курировавший ансамбль прибыл туда же. По их замыслу, группа должна была записать там четырёхтрековое EP. Миньон в конечном счёте так и не был выпущен, но материал, записанный в лондонской студии Vineyard пригодился: «Love at First Feel» вошла в треклист Dirty Deeds Done Dirt Cheap, «Carry Me Home» стала би-сайдом к синглу «Dog Eat Dog», «Cold Hearted Man» был издан на европейских прессингах Powerage и в виде би-сайда к «Rock ’n’ Roll Damnation», а «Dirty Eyes» впоследствии была переработана в «Whole Lotta Rosie».
Не будучи включённой в австралийское издание, «Love at First Feel» стала редкостью на этом рынке, одной из двух труднодоступных песен AC/DC в Австралии. Другой стала ещё одна песня с сессий Vineyard Studios, «Cold Hearted Man» с европейского варианта Powerage. Однако «Love at First Feel» был выпущен в Австралии в виде сингла в январе 1977 года и даже отметился в хит-параде Kent Music Report, став последним синглом группы, пробившимся в национальный чарт, вплоть до выхода «Highway to Hell».

## Кавер-версии
Певец и автор песен Марк Козелек сделал кавер-версию этого трека на своём альбоме каверов AC/DC под названием What’s Next to the Moon.
Французская группа Trust, выступавшая с AC/DC осенью 1978 года во время парижских концертов, переработала данную песню, заменив текст на французский, для собственного дебютного сингла «Prends Pas Ton Flingue» 1978 года. Вокалист Trust Бернар Бонвуазен в тот период сдружился с Боном Скоттом, став, по сути, его очередным собутыльником. Кавер получил название «Paris by Night» и располагался на стороне «Б» указанного сингла.

## Список композиций
| №  | Название             | Длительность |
| -- | -------------------- | ------------ |
| 1. | «Love at First Feel» | 3:10         |

| №  | Название        | Длительность |
| -- | --------------- | ------------ |
| 1. | «Problem Child» | 3:52         |

## Участники записи
Приведены по сведениям базы данных Discogs.
AC/DC:
- Бон Скотт — вокал
- Ангус Янг — соло-гитара
- Малькольм Янг — ритм-гитара, бэк-вокал
- Марк Эванс — бас-гитара, бэк-вокал
- Фил Радд — ударные

Технический персонал:
- Гарри Ванда — музыкальный продюсер
- Джордж Янг — музыкальный продюсер

## Положение в хит-парадах
| Чарт (1977)                   | Высшая позиция |
| ----------------------------- | -------------- |
| Австралия (Kent Music Report) | 63             |